# Naturkundlich-geologischer Lehrpfad Wernigerode-Hasserode

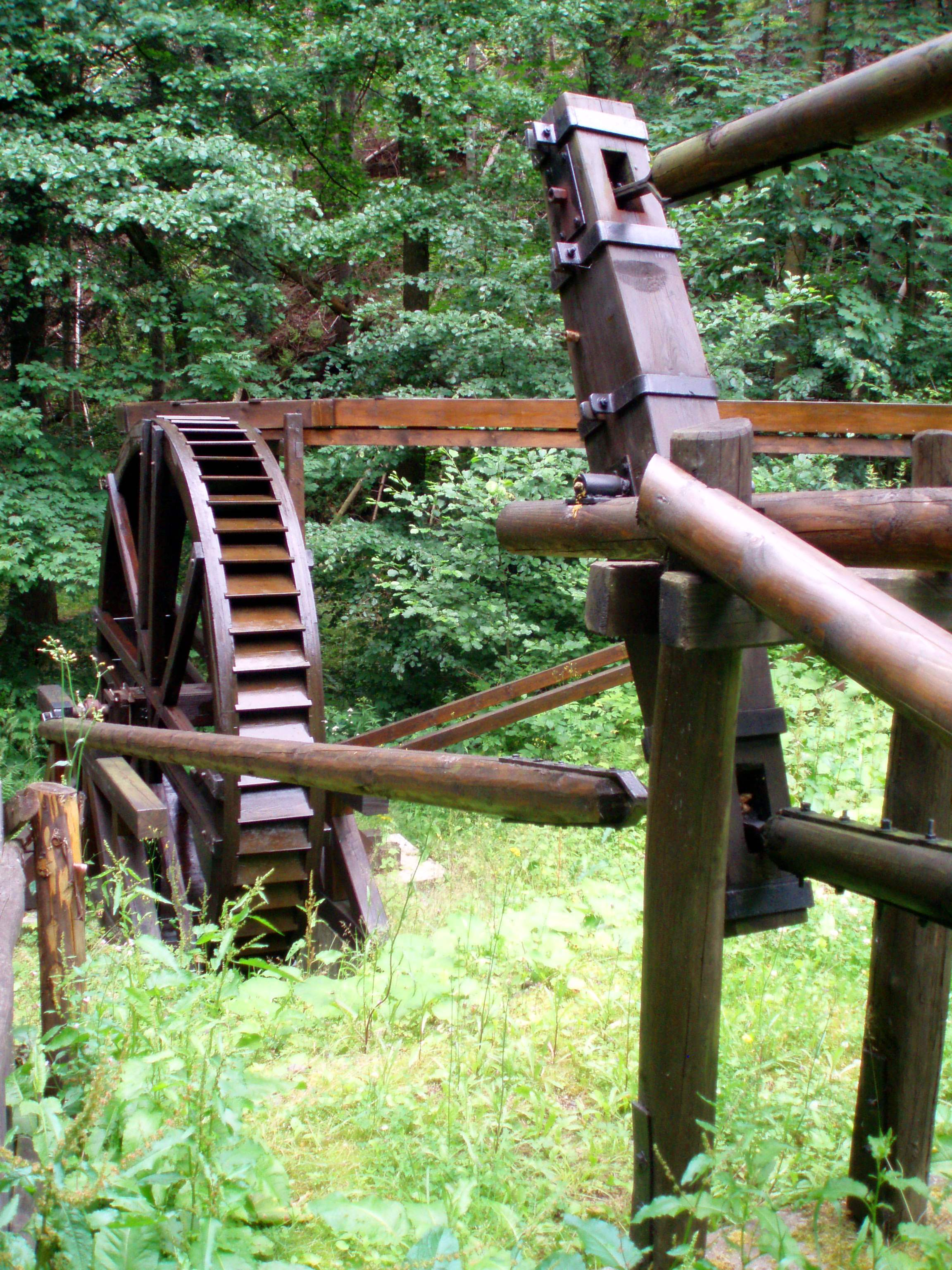
Rekonstruiertes Wasserrad und Feldgestände im Thumkuhlental vor der Zerstörung 2018

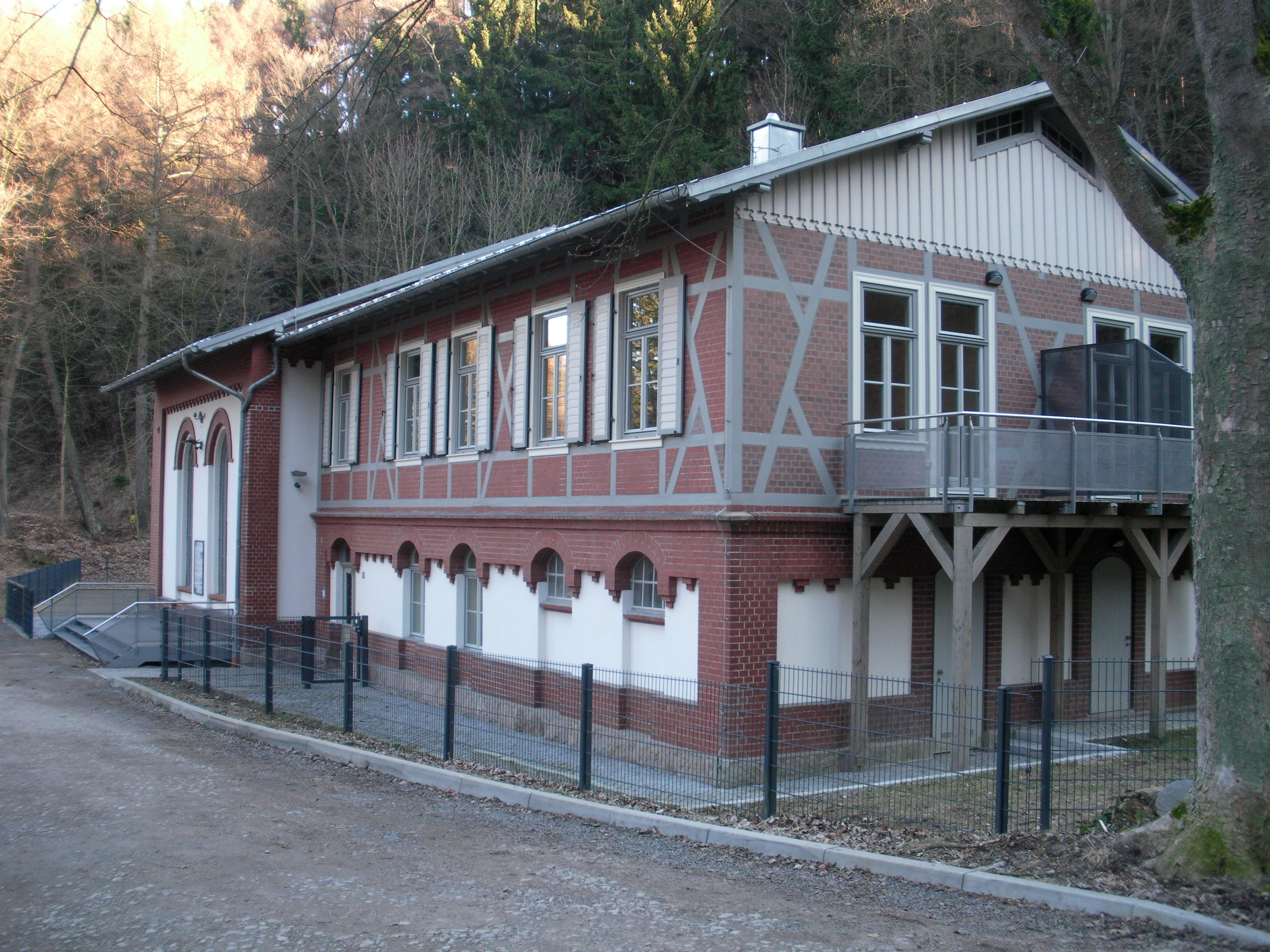
Wasserkraftwerk Steinerne Renne

Der Naturkundlich-geologische Lehrpfad Wernigerode-Hasserode ist ein kombinierter Naturkunde-, Geologie- und Bergbaulehrpfad in Ortsteil Hasserode der Stadt Wernigerode in der Montanregion Harz. Es handelt sich um einen ca. 7 Kilometer langen Rundweg, der fast ausnahmslos durch Waldgebiet im nördlichen Harz führt. Als Start- und Zielpunkt des Lehrpfades kann der Floßplatz unweit vom Bahnhof Hasserode, der Haltepunkt Steinerne Renne der Harzquer- und Brockenbahn oder der oberhalb vom Lossendenkmal im Thumkuhlental gelegene Waldparkplatz neben dem früheren Hasseröder Wasserhäuschen genutzt werden.
Der Lehrpfad wurde Mitte der 1990er Jahre vom Geschichts- und Heimatverein e. V. auf Grundlage einer Idee von Gerhard Rösicke angelegt. Er führt über eine Reihe von Ruhepunkten mit insgesamt 17 Schautafeln, auf denen u. a. Themen zur Geologie, des Bergbaus, der Forst- und Wasserwirtschaft in Wort und Bild abgehandelt werden.
Anlässlich des 114. Deutschen Wandertag im Jahre 2014 wurde der Lehrpfad saniert. Im Januar 2018 hatte der Lehrpfad durch das Sturmtief Friederike teilweise stark gelitten. Die zerstörte oberschlächtige Wasserzuführung zum Kunstrad wurde 2019 wiederhergestellt.

## Stationen
Der Naturkundlich-geologische Lehrpfad hat derzeit (Stand 2018) insgesamt 17 Stationen, dazu zählen u. a.:
1. Floßplatz Hasserode
2. Lossen-Denkmal im Drängetal
3. Mundloch des Bergwerks Aufgeklärtes Glück
4. Verplombter Schachteingang des Bergwerks Aufgeklärtes Glück
5. Verladerampe zur Harzquerbahn
6. Mundloch des Bergwerks König Friedrich
7. Bahnhof Steinerne Renne
8. Wasserkraftwerk Steinerne Renne